# Mijaíl Pletniov
Mijaíl Vasílievich Pletniov (en ruso: Михаи́л Васи́льевич Плетнёв; Arcángel, Rusia, 14 de abril de 1957) es un pianista, director de orquesta y compositor ruso.

## Vida
Pletniov nació en 1957 en Arcángel en lo que entonces era la Unión Soviética. Entró en la Escuela Central de Música a los 13 años, y en 1974 ingresó en el Conservatorio de Moscú, donde tuvo como profesores a los pianistas y maestros Yákov Flier y Lev Vlásenko. A los 21 años ganó la medalla de oro del VI Concurso Internacional Chaikovski, lo cual le hizo ganar reconocimiento internacional y atraer la atención en todo el mundo. 

## Carrera
En 1979 debutó en Estados Unidos. También dio clases en el Conservatorio de Moscú.
En 1988 fue invitado a actuar en la conferencia de superpotencias en Washington D. C. En esta conferencia conoció y trabó amistad con Mijaíl Gorbachov. Gracias a esta amistad consiguió apoyos para fundar dos años después la Orquesta Nacional Rusa en 1990, la primera orquesta no financiada por el gobierno en Rusia desde 1917, de la que se convirtió en director principal. Dejó el cargo a finales de los años 90, siendo en la actualidad su director artístico.
Sus grabaciones consisten fundamentalmente en obras rusas. Los primeros trabajos que grabó fueron orquestales, incluyendo La bella durmiente, la Sinfonía n.º 6 y la Sinfonía Manfredo de Chaikovski, y las Sinfonías n.º 2 y 3 de Rajmáninov. Todas ellas fueron bien recibidas por los críticos. Su repertorio al piano es también muy extenso, incluyendo obras como Las estaciones, muchas sonatas de Domenico Scarlatti, Cuadros de una exposición, así como sus propias transcripciones de las suites de El cascanueces y La bella durmiente
Desde 1996 tiene un contrato exclusivo con Deutsche Grammophon.